# Lyngk
LYNGK est un jeu de stratégie combinatoire abstrait de Kris Burm sorti en 2017.